# Соковский мост (Иваново)
Со́ковский мост — мост через реку Уводь в городе Иваново. Был неофициально назван по находившейся недалеко мануфактуре О. С. Сокова. В 1956 году вместо старого деревянного моста построен железобетонный. В 1975 году за мостом официально закреплено наименование Соковский. По нему проходит Шереметевский проспект. В 1999 году была произведена реконструкция моста. С 9 апреля 2007 года по мосту прекращено движение трамваев в связи с ликвидацией в Иванове трамвайного сообщения (см. Ивановский трамвай).